# Peer-to-peer lenen
Peer-to-peer lenen is een wijze waarop leners en uitleners een geldtransactie kunnen uitvoeren zonder tussenkomst van traditionele financiële instanties, zoals banken. Zowel leners als uitleners zijn individuele particulieren. Het internet heeft peer-to-peer lenen mogelijk gemaakt door het samenbrengen van leners en uitleners. Een typisch leencontract behelst meerdere uitleners en één lener (many-to-one), zodat een eventueel risico op niet-terugbetalen wordt verkleind.